# Marmorosphax taom
Marmorosphax taom là một loài thằn lằn trong họ Scincidae. Loài này được Sadlier, Smith, Bauer & Whitaker mô tả khoa học đầu tiên năm 2009.

## Hình ảnh

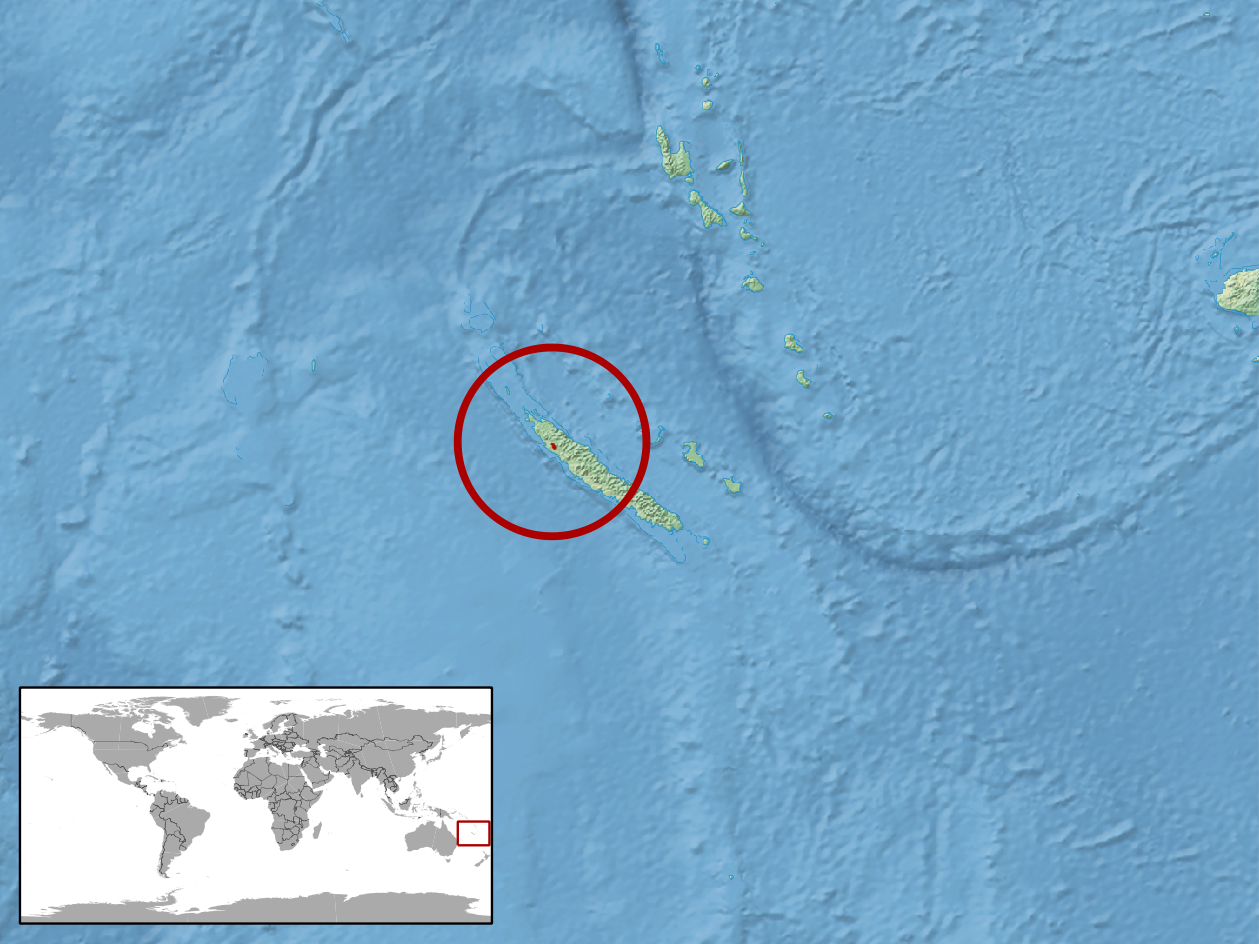